# Юн Бёнсе
Юн Бёнсе (род. 1953, Сеул) — Министр иностранных дел и торговли Республики Корея.

## Биография

### Образование
В феврале 1976 окончил юридический колледж Сеульского национального университета, в 1978 — Высшую школу права Сеульского национального университета, с 1983 года имеет степень магистра Школы перспективных международных исследований (SAIS), Университет Джонса Хопкинса.

### Неполный список должностей
- С июля 1984 консул в Генеральном консульстве Республики Корея в Сиднее, Австралия.
- С января 1990 работает в постоянном представительстве Республики Корея при Организации Объединённых Наций в Нью-Йорке.
- С января 1995 в посольстве Республики Корея в Сингапуре.
- С февраля 2000 в постоянном представительстве Республики Корея в Секретариате ООН и международных организациях в Женеве.
- С января 2006 заместитель министра иностранных дел и торговли Республики Корея
- С марта 2013 по 2017 годы Министр иностранных дел Республики Корея.

## Награды
- Рыцарь-командор ордена Святых Михаила и Георгия (2013 год, Великобритания)[1]